# بي خرابة درة نا (بهمئي غرمسيري الشمالي)
بي خرابة درة نا (بالفارسية: پی خرابه دره‌نا) هي قرية تقع في إيران في قسم بهمئي غرمسیري الشمالي الريفي. يقدر عدد سكانها بـ 35 نسمة .